# Каленіченко Катерина Петрівна
Катерина Петрівна Каленіченко (27 січня 1961, село Федорівка Карлівського району Полтавської області) – українська письменниця, поетеса, член Національної Спілки письменників України (2018). 

## Життєпис
Народилася в родині сільських трударів. 
За фахом – педагог. Закінчила Дніпропетровське педагогічне училище та  Дніпровський національний університет імені Олеся Гончара (філологічний факультет).
Мешкає у Дніпрі.

## Творчість
Автор книг для дітей:
- «Капелюшок-мандрівник» (вид-во «Книгодрук», Полтава, 2000);
- «Чотири пори»( вид-во «Поліграфіст», Дніпропетровськ, 2002);
- «Царівна Ледарівна» (вид-во «Поліграфіст», Дніпропетровськ, 2002).

Автор поетичних збірок:
- «Переливи радості й печалі» (вид-во «Ліра», Дніпро, 2016);
- «Красуня». Повість у віршах (вид-во «Ліра», Дніпро, 2017);
- «Впивайся музикою, ліро». Пісенна збірка (вид-во «Ліра», Дніпро, 2017);

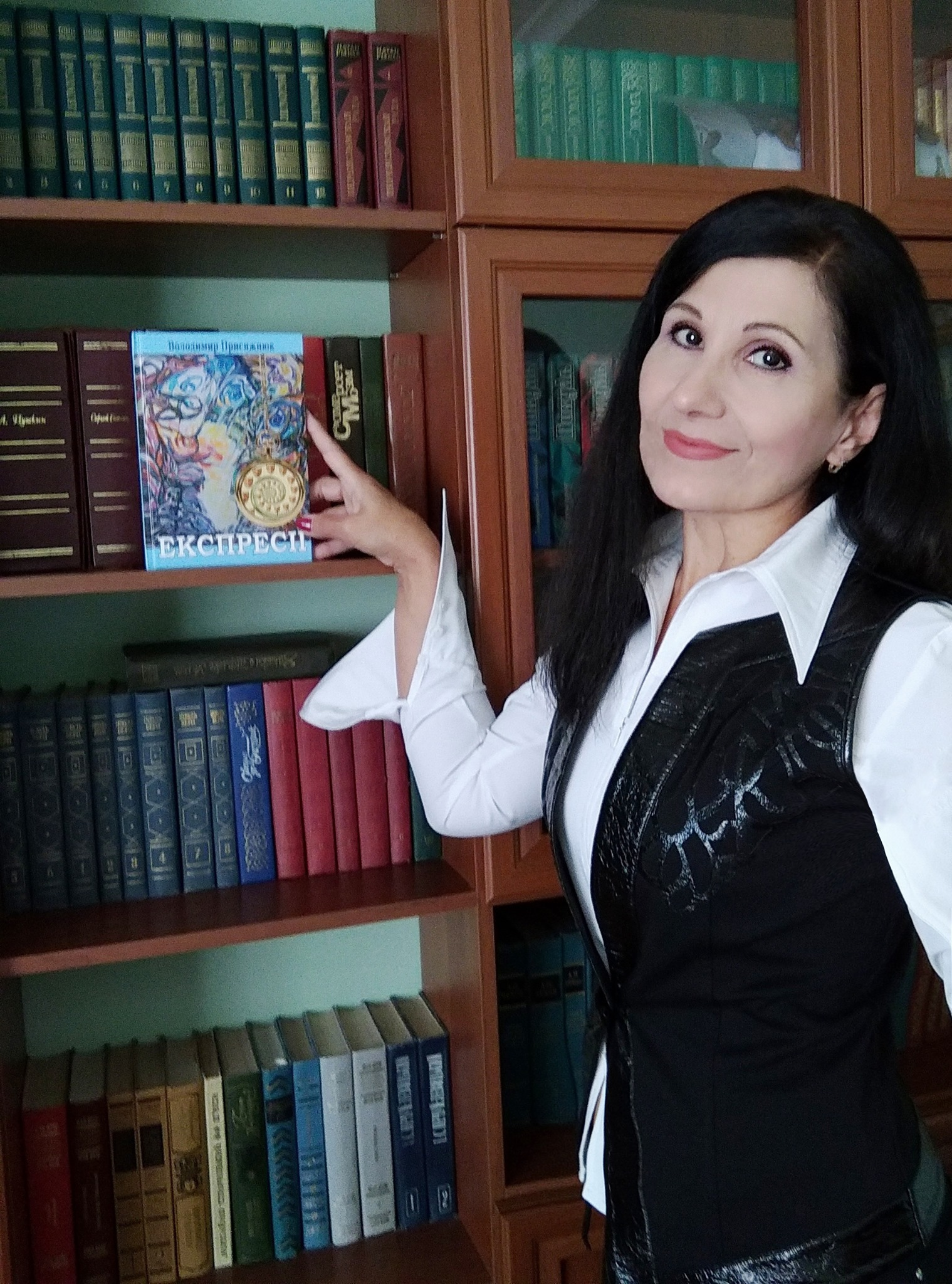
Письменниця Катерина Каленіченко

- Письменниця Катерина Каленіченко«Під небесами осяйними» (вид-во «Ліра», Дніпро, 2018).

Співавтор колективних книг:
- «Книжкова веселка: Дитячі письменники рідного краю» (Дніпропетровськ, 2009);
- «Письменники Дніпропетровщини – шкільним бібліотекам (Дніпропетровськ, 2012);
- «Наш кращий друг — природа: Збірник творів письменників Дніпропетровської області (Екологічна читанка)» (2013);
- «Рудик» (Львів, 2015);
- «Крила» (Острог, 2017).

Співавтор та автор близько тридцяти пісень і романсів, які виконують народна артистка України Світлана Мирвода, заслужені артисти України Каріна Карасьова, Євгенія Костенко, Семен Торбенко, Павло Дука.

## Публікації
Твори опубліковані в журналі «Бористен», газетах «Кримська світлиця», «Літературна Україна», альманасі «Степова Еллада» тощо.

## Відзнаки
- Дипломант II Обласного патріотичного літературного конкурсу імені Валер’яна Підмогильного (2018).